# 达赖沟站
达赖沟站是位于内蒙古自治区呼伦贝尔市根河市达赖沟林场的一个铁路车站，邮政编码022359。车站建于1966年，有牙林铁路经过该站，现仅办理货运，不办理客运业务。车站距离牙克石325公里，隶属哈尔滨铁路局，是四等站。